# رون روبنسون (لاعب كرة قدم كندية)
رون روبنسون (بالإنجليزية: Ron Robinson)‏ هو لاعب كرة قدم كندية أمريكي، ولد في 1956 في سان فرانسيسكو في الولايات المتحدة.